# Cultura de Baden
La cultura de Baden (entre el 3600 y el 2800 a. C.) fue una cultura arqueológica de la Edad del Bronce hallada en Europa central, ocupando una área notablemente coincidente con el Imperio austrohúngaro, menos las áreas del Adriático. Se ha dicho que era parte un gran complejo arqueológico que abarcaba culturas de la boca del Danubio, de la orilla oriental del mar Negro y del Helesponto y de (Troya).
Fue casi contemporánea con la cultura de la cerámica cordada y con la cultura de las ánforas globulares.
Se conocen cuatro de sus poblados fortificados, siendo el más famoso el de Vucedol. Es también una de las áreas donde hay constancia de vehículos con ruedas de Europa central. Las prácticas funerarias no son inconsistentes con las halladas en la estepa, con una clara influencia oriental.
La economía era mixta. La agricultura a gran escala estuvo presente, junto con la cría de cerdos, cabras, etc.
Según la hipótesis del kurgán expuesta por Marija Gimbutas, la cultura Baden parece indoeuropeizada. Para los que propugnan la vieja teoría que busca el urheimat (hogar, o patria original) de los indoeuropeos en Europa central en el área ocupada por la precedente cultura Funnelbeaker, esta es considerada similar a la indoeuropeizada.
La identidad étnica y lingüística del pueblo asociado con esta cultura es imposible de averiguar. Sin embargo, es tentador colocarla entre la itálica y la celta, al menos en el gran plató de mezclas europeas en las llanuras de Hungría.